# Hoghton
Hoghton – wieś w Anglii, w hrabstwie Lancashire, w dystrykcie Chorley. Leży 38 km na północny zachód od miasta Manchester i 298 km na północny zachód od Londynu. W 2001 miejscowość liczyła 867 mieszkańców.